# Konomala
Le konomala est une des langues de Nouvelle-Irlande, parlée par 800 locuteurs, dans la province de Nouvelle-Irlande, dans 8 villages de la côte du sud-est. Il comprend deux dialectes, le laket et le konomala. Ses locuteurs optent majoritairement pour le siar-lak.